# 조지 1세
조지 1세(George I, 1660년 5월 28일 ~ 1727년 6월 11일)는 영국 하노버 왕가의 시조로 재위기간은 1714년 8월 1일부터 1727년 6월 11일까지다. 신성 로마 제국의 제후국 중 하나인 하노버 선제후국의 선제후이자 브라운슈바이크뤼네부르크 공작 에른스트 아우구스트와 팔츠의 조피 사이에서 태어났으며, 영국 왕 제임스 1세의 외외증손자(딸의 외손자)가 된다.
23세 때 사촌 누이 브라운슈바이크뤼네부르크의 조피 도로테아와 결혼했고, 조지 2세와 조피 도로테아(훗날 프리드리히 2세의 어머니)를 뒀다. 그러나 결혼 13년 만에 아내의 부정을 이유로 즉시 이혼하고 알든 성에 유폐한 후, 자신의 정부 멜루지네 폰 슐렌부르크와의 사이에서 세 딸 안나 루이즈 조피, 멜루시나, 그리고 마르가레테 게르투르트를 뒀다.
1701년 제정된 영국 왕위계승법으로 제임스 1세의 손녀인 어머니에 이어 영국 왕위 계승 3순위가 됐다. 그보다 앤 여왕에 더 가까운 친척들도 50인 이상 있었으나 영국 왕위계승법은 가톨릭 신자의 왕위 계승을 원천 금지하고 있어, 조지 1세와 그 어머니가 앤 여왕의 가장 가까운 신교도 혈육으로서 왕위 계승자에 이름을 올렸다.
1714년 7월 8일에 어머니가 향년 84세로 죽자 차기 계승자가 됐고, 앤 여왕이 같은 해 8월 1일 후사 없이 향년 49세에 비만으로 인한 당뇨 합병증 등의 원인으로 서거하자 54세의 나이에 영국 왕에 올랐다. 그는 영어를 할 줄 몰랐고 정치에 관심이 없었다. 그는 점차 각의를 주재하지 않게 됐고, 1721년 로버트 월폴(Robert Walpole)에게 전권을 줘 각의를 주재하게 하면서, 이른바 '각의의 수석'(Primius inter pares, the first in equals)이라는 개념이 생겼다. 이는 동시에 '군주는 군림하지만, 통치하지는 않는다'는 입헌군주제의 원칙을 확립되는 계기가 됐다. 이후 의원내각제와 입헌군주제가 영국에서 뿌리내렸다.
1727년 6월 11일 당뇨 합병증의 원인으로 신성 로마 제국 오스나브뤼크 주교후국(Hochstift Osnabrück) 오스나브뤼크궁(Schloss Osnabrück)에서 서거하였고 시신은 그가 태어난 하노버 라이네궁(Leineschloss, 지금의 헤렌하우젠궁(Schloss Herrenhausen)에 묻혔다.